# 팅커 (윈도우)
팅커(Tinker) 또는 마이크로소프트 팅커는 윈도우 비스타 얼티밋의 윈도우 얼티밋 엑스트라에 포함된 퍼즐 게임이다. 팅커는 로봇이 상자를 타고 이동하고 임무를 수행하는 게임으로써, 오직 윈도우 비스타 얼티밋 버전에만 내장되어 있다. 팅커를 주제로 한 윈도우 사운드 테마도 포함되어 있다. 그러나 윈도우 7이 출시되면서 윈도우 얼티밋 엑스트라가 단종되자 팅커라는 게임도 자연스럽게 역사 속으로 사라지게 되었다. 하지만 윈도우 개발자 프리뷰에서 잠깐 동안 팅커라는 게임이 내장되기도 했다.